# Granatnik Typ 10
Granatnik Typ 10 (Taishō 10-Shiki) (jap. 十年式擲弾筒 jūnen-shiki tekidan-tō) – japoński granatnik wprowadzony do uzbrojenia w 1921 roku (10 roku okresu Taishō), używany w czasie II wojny światowej.
Prosty, gładkolufowy granatnik o niewielkim zasięgu (maks. 175 m). Odległość strzelania regulowano zaworem gazowym, który zmniejszał ciśnienie w lufie. Broń nie była wyposażona w żadne przyrządy optyczne, ani dwójnóg; jej podstawową zaletą była mała masa. Po wprowadzeniu na wyposażenie granatnika Typ 89 używany częściej do miotania granatów dymnych. 
Granatnik (podobnie jak jego następca, Typ 89) był wyposażony w małą płytę oporową w postaci wygiętej blachy, która wyglądała, jakby można było ją oprzeć na udzie. Wśród alianckich żołnierzy rozpowszechniła się nazwa „moździerz kolanowy” (ang. knee mortar) i prawdopodobnie wielu, którzy próbowali w ten sposób posłużyć się zdobyczną bronią, skończyło ze złamaną odrzutem kością udową.